# Staurologia
Il termine staurologia indica la scienza o la dottrina della croce (lat. theologia crucis). Dal greco antico σταυρός, "palo" o "croce" e λόγος, "parola", "discorso", o "indagine". 
L'etimologia, il significato e l'uso della parola stauros ha subito diverse modifiche nel corso dei secoli; a seconda del contesto, è servito a indicare il legno della croce, il palo delle esecuzioni capitali o delle recinzioni. Per questo, al di fuori del contesto teologico, il termine può indicare lo studio in araldico del simbolo della croce.
Introdotto nei corsi di teologia da Lutero con l'intento di dedicare al tema della croce un insegnamento approfondito. Fondamenti di tale dottrina sono l'esperienza della sofferenza e della tentazione, rappresentati dal simbolo della croce, e il principio economico del Dio misericordioso che nasconde la sapienza in Cristo crocifisso.